# 淘气小兵兵的宽扎节
《淘气小兵兵的宽扎节》（英語：A Rugrats Kwanzaa）是尼克儿童频道动画电视剧《淘气小兵兵》的宽扎节特别节目，也是第七季第14集，于2001年12月11日首播。节目由安东尼·贝尔执导，丽莎··霍尔、吉尔·戈里和芭芭拉·赫恩登编剧，讲述幼儿苏西·卡迈克尔从前来探视的姨奶奶口中听到宽扎节的故事，她的朋友汤米、查基、基米、菲尔和里尔也和家人一起从阿姨那里了解节日的含义。苏西觉得家里只有她没达成伟大成就并感到难过，阿姨拿出剪報与孩子分享过去的经历。节目的最后，苏西终于明白人生还有大好时光可以发现和成就伟大。
尼克儿童频道承诺多元化旗下节目文化，《淘气小兵兵的宽扎节》由此诞生，此前宽扎节还极少出现在主流电视观众视野。评论界将本集与《金吉尔讲故事》和《荣耀家族》的类似节日分集对比。2001年，节目发行录像带，此后还发布其他家用媒体格式。此外，根据节目剧本改编的繪本《淘气小兵兵的第一个宽扎节》也已问世。
本集对宽扎节的呈现和配音获评论界好评，但节目中的商业氛围评价不一。为苏西配音的克里·萨莫获第34届有色人种进步协会形象奖青年杰出表演奖提名。

## 剧情
圣诞节来临，姨奶奶前来探视苏西·卡迈克尔（Susie Carmichael）。苏西的父母兰迪（Randy）、露西（Lucy），以及兰迪的哥哥巴斯特（Buster）和埃德温（Edwin），姐姐艾丽莎（Alisa）正准备一起过节，但阿姨想和大家一起庆祝宽扎节。卡迈克尔一家以前很少过宽扎节，苏西甚至没听说过。姨奶奶告诉她，这是纪念和尊重祖先传统与伟大的节日。苏西的朋友汤米（Tommy）、查基（Chuckie）、基米（Kimi）、菲尔（Phil）和里尔（Lil）应邀来苏西家过节。阿姨分别向各人祝贺他们取得的成就，苏西自认没有成就并感到自卑。阿姨打算把卡拉穆（Karamu）庆祝活动提前，以便大家都能参与，她向苏西和其他家人分送礼物，苏西对拿到剪報颇感失望。为准备卡拉穆庆典，其他人都有任务，例外的苏西更感难受，觉得处处不如人。
面对几个婴儿的鼓励，苏西尝试模仿大孩子的举动，如扮成班長，做科学实验、踢足球等，但这些任务显然还超出她的能力。汤米又建议她想一些合适的特别任务，苏西打算用泥巴做成自个儿的头像当礼物送给姨奶奶，虽然还是不成，但姨奶奶告诉他，伟大不是由奖励衡量。停电后，阿姨拿起剪报，与大家分享她的回忆。阿姨和丈夫查尔斯（Charles）曾参与向华盛顿进军并遇到马丁·路德·金。露西以前很怕羞，但还是鼓足勇气在教堂当着许多人的面第一次登台独唱（意为“我的小小光芒”）。露西告诉大家，阿姨就是她眼中有数的伟人，没有阿姨，她当年根本无法负担哈佛医学院的学费。来电后，一家人共进晚餐，苏西用她的“雕塑”敬酒，姨奶奶告诉孩子，你的生命还有大好时光，以后一定会发现和成就伟大。

## 制作

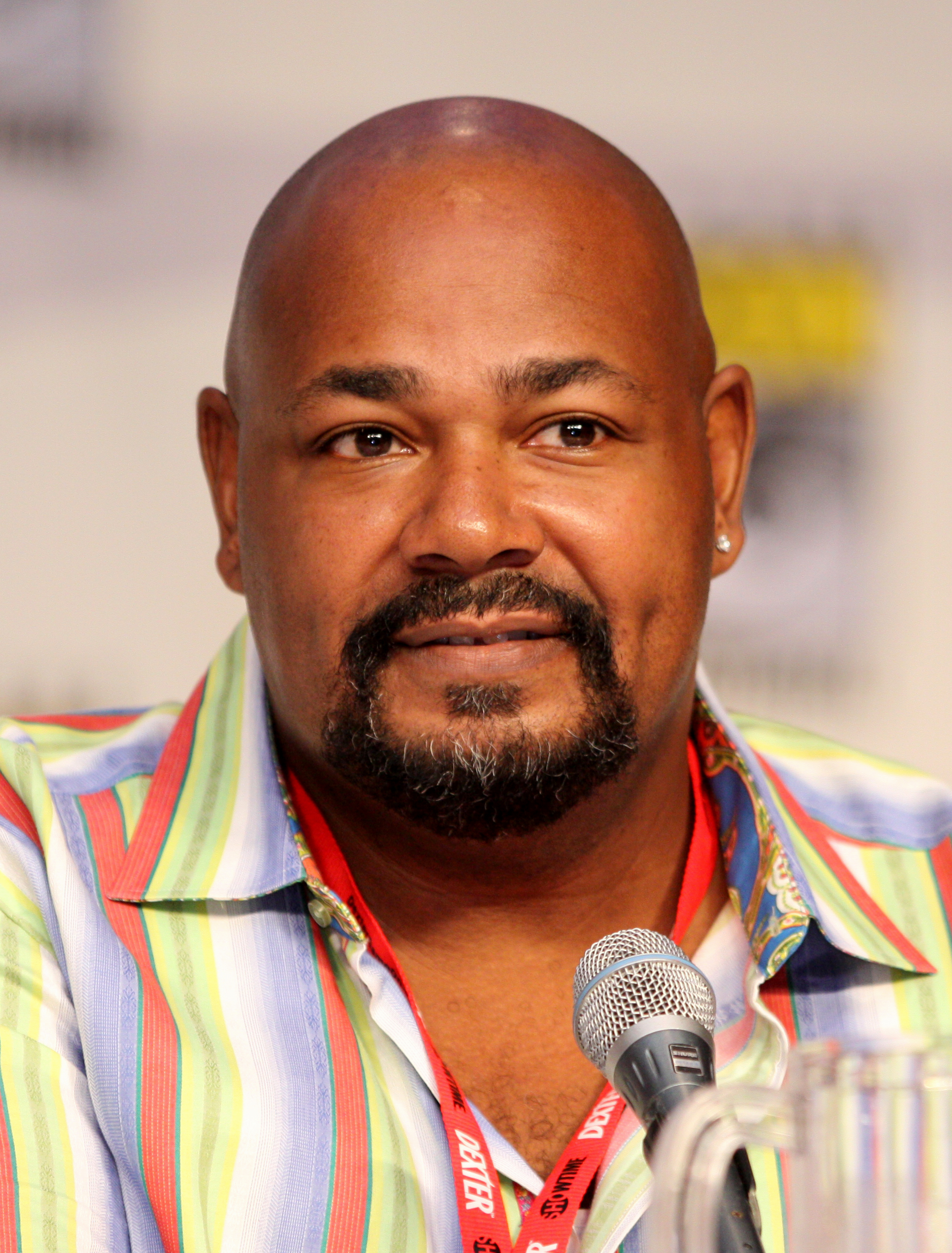
凯文·迈克尔·理查森在本集客串扮演马丁·路德·金

《淘气小兵兵的宽扎节》全长23分钟，由安东尼·贝尔（Anthony Bell）执导，丽莎··霍尔（Lisa D. Hall）、吉尔·戈里（Jill Gorey）和芭芭拉·赫恩登（Barbara Herndon）编剧，又名《淘气小兵兵宽扎节特别节目》（A Rugrats Kwanzaa Special）和《淘气小兵兵：宽扎节特别节目》（Rugrats: The Kwanzaa Special）。尼克儿童频道制作高级副总裁玛乔丽·科恩（Marjorie Cohn）认为《淘气小兵兵》很适合推出宽扎节分集，该剧此前已经推出圣诞节和光明节特别节目。科恩称，电视台“致力于陪伴所有儿童”，所以要确保节目文化多元化。总载西玛·扎格哈米（Cyma Zarghami）表示，“节目中的孩子就和观众长得一样”是尼克儿童频道秉持的理念，还称“我们每天都拥抱多元化，坚信孩子就是日常生活中的英雄”。
在剧中客串饰演阿姨的艾尔玛·霍尔（Irma P. Hall）称赞节目向更多观众介绍宽扎节，自称经常向不同族裔的朋友谈论这种非裔节日。霍尔认为《淘气小兵兵的宽扎节》意义重大：“九一一袭击事件告诉我们一定要努力了解其他人的文化……了解所有种族庆祝的各种节日，这有助于帮助大家更清楚地意识到，与差异相比，我们的共同点更多。”其他客串出演本集的包括：凯文·迈克尔·理查森饰演马丁·路德·金，金伯莉·布鲁克斯（Kimberly Brooks）诠释小时候的露西·卡迈克尔，比尔·考布斯（Bill Cobbs）扮演查尔斯叔叔。
据《心理牙线》（Mental Floss）记载，主流电视节目极少关注宽扎节，《淘气小兵兵》是时间很早的例外。同年播出的动画节目《金吉尔讲故事》（As Told by Ginger）和《荣耀家族》（The Proud Family）也有类似分集，评论家将这些分集与《淘气小兵兵的宽扎节》对比。美联社发文称，《淘气小兵兵》和《荣耀家族》中以宽扎节为中心的故事情节推动主流电视观众关注该节日。塔米·卡特（Tammy Carter）在《奥兰多哨兵报》（Orlando Sentinel）发文指出，《淘气小兵兵》和《金吉尔讲故事》分别关注宽扎节和光明节，让节日电视节目的覆盖范围不再局限于圣诞节。《基督科学箴言报》刊登··梅森（M. S. Mason）探讨本集教育价值的文章，认为节日还进一步拓展苏西的角色深度。

## 播映和家用媒体发行
《淘气小兵兵的宽扎节》于北美东部时区2001年12月11日晚20点30分通过尼克儿童频道在美国首播，12月15和26日两度重播。作家斯蒂芬妮·格林（Stephanie Greene）同年将节目剧本改编成繪本《淘气小兵兵的第一个宽扎节》（The Rugrats' First Kwanzaa），西蒙與舒斯特和尼克儿童频道联合出版。为了形象传达婴儿发音含混不清的效果，格林在婴儿对白中使用拼错的单词，如代表宽扎节的误拼成、表示“完全正确”的误拼成，意为“发明家”的写成。绘本的目标读者是四到八岁孩童，图画由塞贡多·加西亚（Segundo Garcia）创作。
2001年，派拉蒙影業发布《淘气小兵兵》特别节目录像带，除《淘气小兵兵的宽扎节》外，里面还有两集节目和两段特殊奖励动画。本集由《淘气小兵兵节日收藏》（Rugrats, Holiday Collection!）和《火鸡与槲寄生》（Turkey and Mistletoe）的數碼多功能影音光碟收录。維亞康姆推出节目与《淘气小兵兵》第七季其他分集的，但）却将《淘气小兵兵的宽扎节》列入第八季。本集与全剧所有分集均由《淘气小兵兵全集》收录，还可通过流媒体和隨選視訊网站观看，如亞馬遜影片、和。
2003年12月，尼克儿童频道在“尼克诞”（Nickmas，“尼克儿童频道”开头和“圣诞”结尾的合成词）电视马拉松连播特别节目中播出《淘气小兵兵的宽扎节》。该频道还在（意为“尼克倒带”）的账户页面上传本集的两截片段。其中露西·卡迈克尔在教堂演唱的片段于2016年12月28日上传，马丁·路德·金出场的部分则在次年1月16日上传，以此纪念他的生日。2008年12月，《淘气小兵兵的宽扎节》在芝加哥的第14届宽扎节庆祝活动中放映，后又在2017年12月的非裔公墓国家纪念碑（African Burial Ground National Monument）活动播出。此外，节目还与《淘气小兵兵的光明节》一起在佩利媒体中心（Paley Center for Media）2019年的活动中播出，该机构还将《淘气小兵兵的宽扎节》选入非裔美国人喜剧收藏。

## 专业评价
评论员称赞节目让更多观众了解宽扎节。极客巢穴（Den of Geek）和黑色引力网站（Blavity，“黑色”和“地心引力”的合成词）均指出，《淘气小兵兵》已因庆祝多元化节日美名远扬。网站（意为“期刊”，是爱尔兰的國家和地區頂級域名）发文称，《淘气小兵兵的宽扎节》很可能是部分儿童仅有的宽扎节体验。2017年，玛德琳·阿格勒（Madeleine Aggeler）在《奔忙》（Bustle）杂志发文回顾《淘气小兵兵》，称赞该剧的节日特别节目认真对待小观众，没有摆出居高临下的姿态说教。《洛杉矶时报》刊登李·马古利斯（Lee Margulies）的文章，称《淘气小兵兵的宽扎节》能够“特别激起非裔美国观众共鸣”，因为节目的视角更加广阔，既高屋建瓴、又通过缺乏安全感的苏西视角立足现实，而不是摆出学究姿态来场非裔美国人历史演说。《每日先驱报》（Daily Herald）的特德·考克斯（Ted Cox）也有类似看法，赞赏节目通过阿姨的行为而非空洞话语呈现非洲传统七大原则。黛博拉·福尔摩斯（Deborah Holmes）通过《好莱坞报道》赞扬本集对“黑人传统”的尊重，还称剧中向每个人传达宽扎节的信息，即任何人无论身材地位，都能贡献社会。儿童文学学者卡特琳娜·马丁（Cathlena Martin）赞赏《淘气小兵兵》对家庭和朋友的重视，认为这能促使人们更加“积极地了解种族和文化”。
《每日电讯报》的戴维·雷尼（David Rennie）认为，《淘气小兵兵的宽扎节》促使宽扎节商业化，但节日创始人毛拉纳·卡伦加（Maulana Karenga）就对“企业界试图打入并主导宽扎节市场的举动”抱否定态度。对此生动媒体（Livingly Media）的克里斯汀·洛佩兹（Kristen Lopez）认为，《淘气小兵兵》节日特别节目已经成功“弥合讲述感人故事和充当营销工具之间的鸿沟”。
为苏西配音的克里·萨莫（Cree Summer）获第34届有色人种进步协会形象奖青年杰出表演奖（NAACP Image Award for Outstanding Performance by a Youth）提名。马古利斯称赞艾尔玛·霍尔的配音“活力四射”，福尔摩斯认为霍尔的演出“了不起”，萨莫也“令人愉快”。